# Amniomancia
Se llama amniomancia a una especie de adivinación que se hacía por medio de la membrana amniótica con que algunas veces se halla envuelta la cabeza de los niños al nacer. 
Los abogados compraban antiguamente a precios subidos esta especie de membranas por la preocupación en que se estaba de que con ellas tendrían sus causas el éxito más feliz, de donde deriva el proverbio nació vestido, que se aplica a un hombre a quien todas las cosas le van bien.